# AdaBoost
O AdaBoost é um algoritmo de aprendizado de máquina, inventado por Yoav Freund e Robert Schapire. É um algoritmo meta-heurístico, e pode ser utilizado para aumentar a performance de outros algoritmos de aprendizagem.
O nome "AdaBoost" deriva de Adaptive Boosting (em português, impulso ou estímulo adaptativo). O AdaBoost é adaptável no sentido de que as classificações subsequentes feitas são ajustadas a favor das instâncias classificadas negativamente por classificações anteriores.
O AdaBoost é sensível ao ruído nos dados e casos isolados. Entretanto para alguns problemas é menos suscetível a perda da capacidade de generalização após o aprendizado de muitos padrões de treino (overfitting) do que a maioria dos algoritmos de aprendizado de máquina.

## Funcionamento
O AdaBoost chama um classificador fraco repetidamente em iterações {\displaystyle t=1,\ldots ,T}. Para cada chamada a distribuição de pesos {\displaystyle D_{t}} é atualizada para indicar a importância do exemplo no conjunto de dados usado para classificação. A cada iteração os pesos de cada exemplo classificado incorretamente é aumentado (ou alternativamente, os pesos classificados corretamente são decrementados), para que então o novo classificador trabalhe em mais exemplos.